# コウシュウヒゴタイ
コウシュウヒゴタイ（甲州平江帯、学名：Saussurea amabilis）は、キク科トウヒレン属の多年草。石灰岩地に多い。

## 特徴
茎は斜上するか、岩壁から懸垂し、高さは40-60cmになる。茎に翼はなく、上部で分岐する。根出葉は花時にも存在する。根出葉や茎葉の葉身は、狭卵形で長さ8-25cm、先は鋭尖頭、基部は心形からややほこ形、縁は鋸歯縁、ときに羽状に浅裂する。葉柄は長さ3-15cmになり、茎の下部の葉柄は長く、茎の中部のものは短くなる。葉質はやや厚く、表面は緑色、裏面は白色の綿毛でおおわれ、青白色になる。葉の縁が羽状に浅裂するものを、キレバコウシュウヒゴタイ f. pinnatiloba として分類することがある。
花期は8-9月。頭状花序は茎先または枝先に1-4個が単生して斜上して咲く。頭花の径は2cmになる。総苞は長さ17-18mm、径約15mmになる鐘形で緑色。総苞片は8-9列あり、質が厚く、硬く、総苞外片は長卵形で、内片は外片より少し長く、先端は開出するかゆるやかに反曲する。総苞片の縁は紫色に染まり、総苞片間に白いクモ毛がからむ。頭花は筒状花のみからなり、花冠の長さは12-14mm、色は濃紅紫色になる。果実は長さ5mmになる痩果になる。冠毛は2輪生で、落ちやすい外輪は長さ10-11mm、花後にも残る内輪は長さ1-2.5mmになる。

## 分布と生育環境
日本固有種。本州の関東地方の群馬県、埼玉県、東京都、中部地方の山梨県、四国の徳島県、高知県に分布し、山地の夏緑林の林縁の岩場、特に湿気の多い岩盤上に生育する。石灰岩地を好む植物である。

## 名前の由来
和名コウシュウヒゴタイは、「甲州平江帯」の意で、植物学者中井猛之進 (1931) による命名である。中井 (1931) は、植物学者久内清孝が山梨県（甲州）の三つ峠で採集したものをタイプ標本として、和名を Kôshû-Higotai、「甲州平江帯」と名付けた。ただし、このとき、中井 (1931) がつけた学名 Saussurea obvallata Nakai (1931) は、Saussurea obvallata Wall. (1831)  と重複していることから、植物学者北村四郎 (1933) は、この植物に Saussurea amabilis Kitam. (1933) の新学名を与え、和名は「コウシュウヒゴタイ」を引き継いだ。
北村 (1933) による種小名（種形容語）amabilis は、「愛らしい」「可愛い」の意味。

## 種の保全状況評価
国（環境省）のレッドデータブック、レッドリストの選定状況はない。都道府県のレッドデータ、レッドリストの選定状況は次の通り。埼玉県-絶滅危惧I類(CE)、東京都-絶滅危惧IA類(CR)、山梨県-絶滅危惧IA類(CR)、徳島県-絶滅危惧I類(CR)、愛媛県-絶滅危惧IB類(EN)、高知県-絶滅危惧II類(VU)。

## ギャラリー

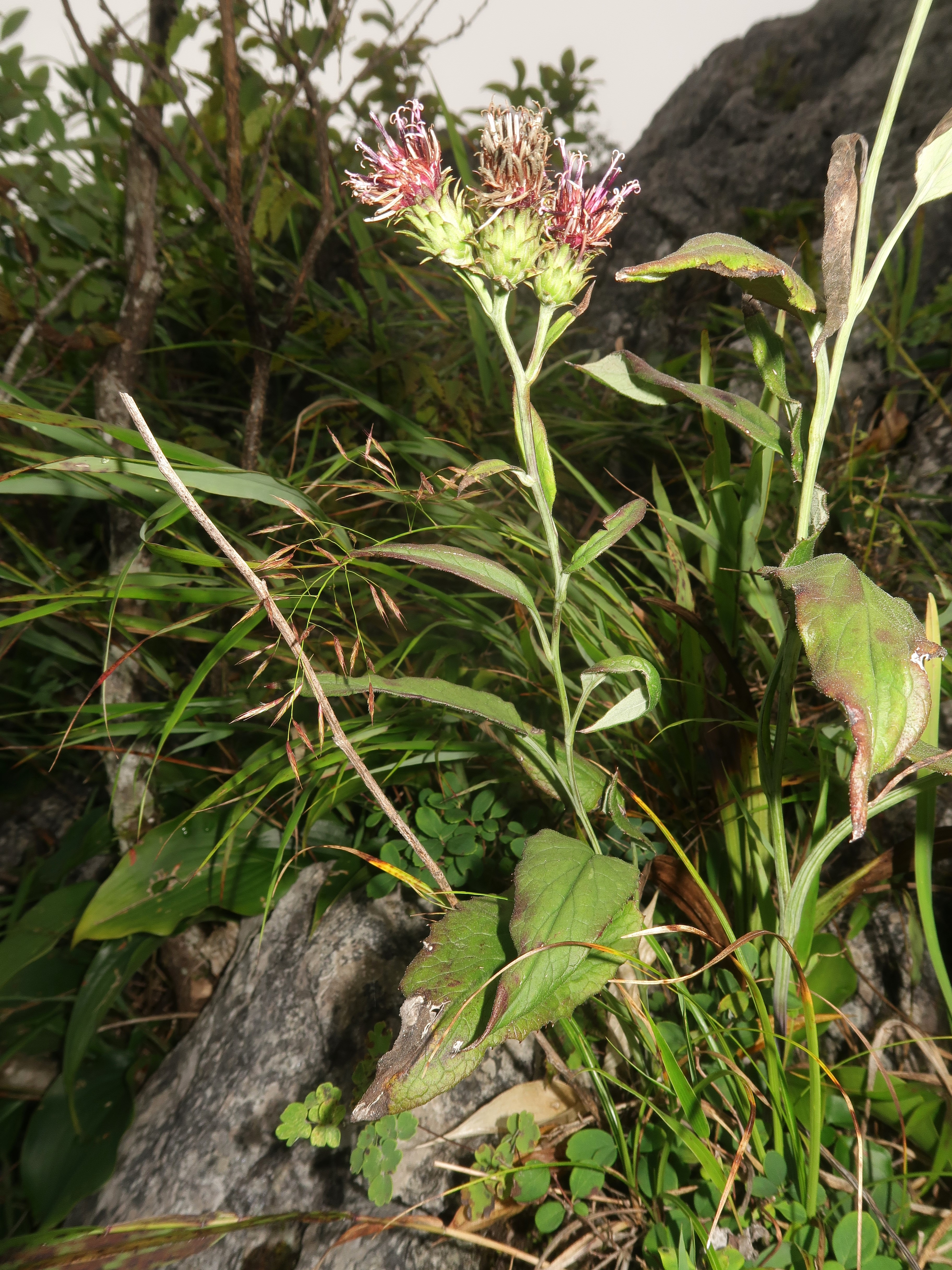
石灰岩の岩壁に斜上するコウシュウヒゴタイ。
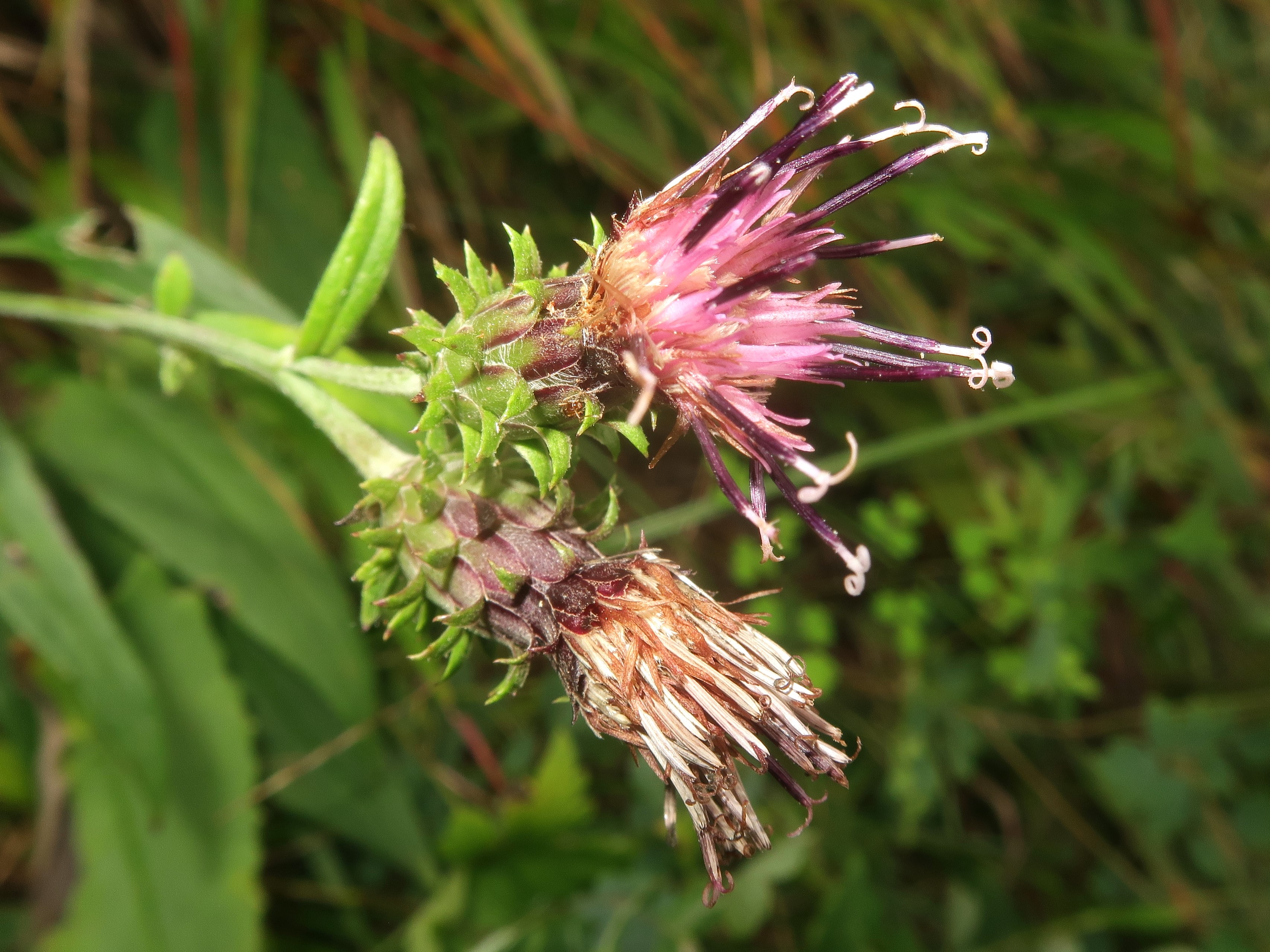
総苞片は8-9列あり、質が厚く、硬く、総苞外片は長卵形で、内片は外片より少し長く、先端は開出するかゆるやかに反曲する。総苞片の縁は紫色に染まり、総苞片間に白いクモ毛がからむ。
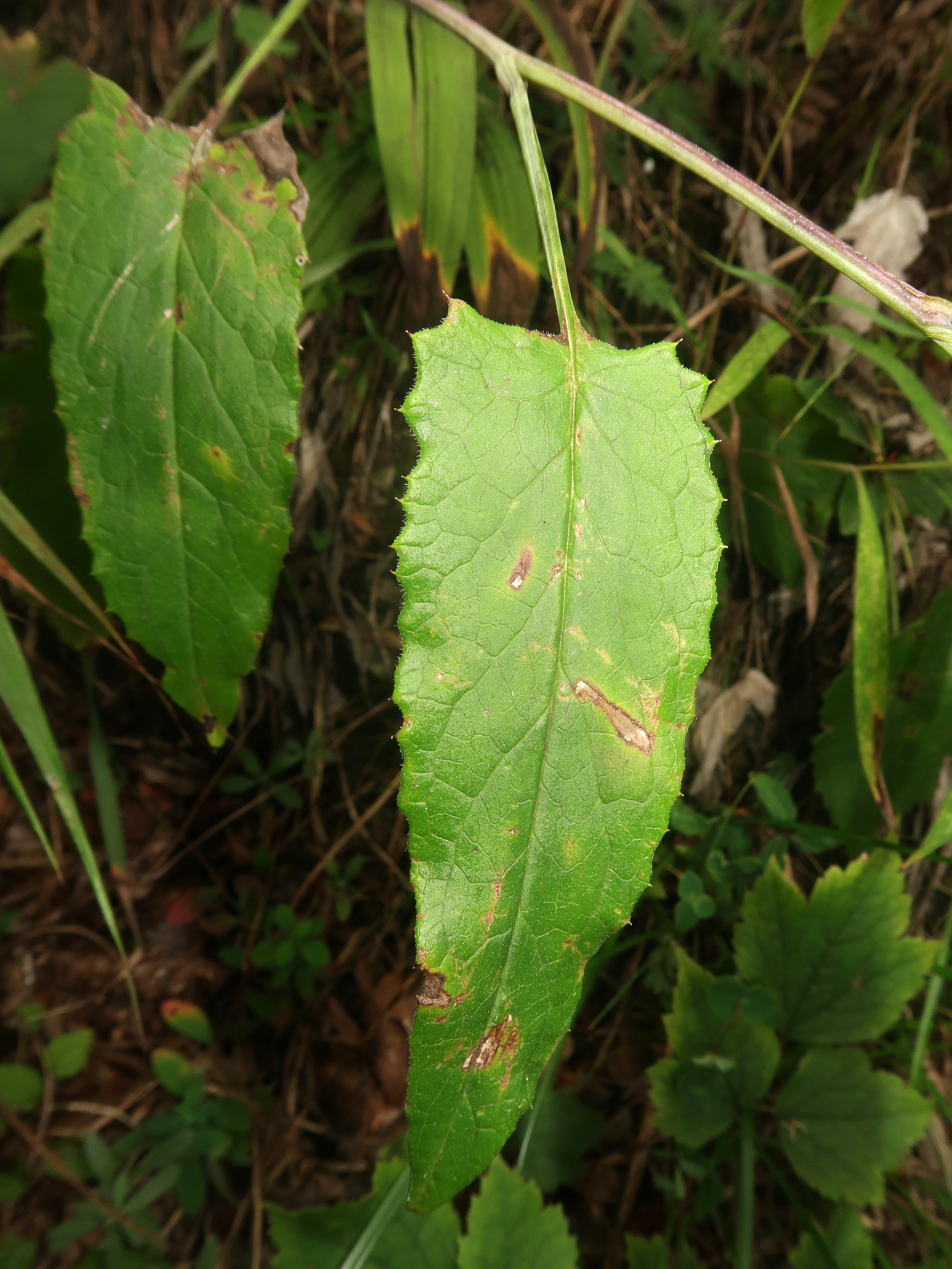
茎葉の表面。葉質はやや厚く、表面は緑色。狭卵形で長さ8-25cm、先は鋭尖頭、基部は心形からややほこ形、縁は鋸歯縁になる。
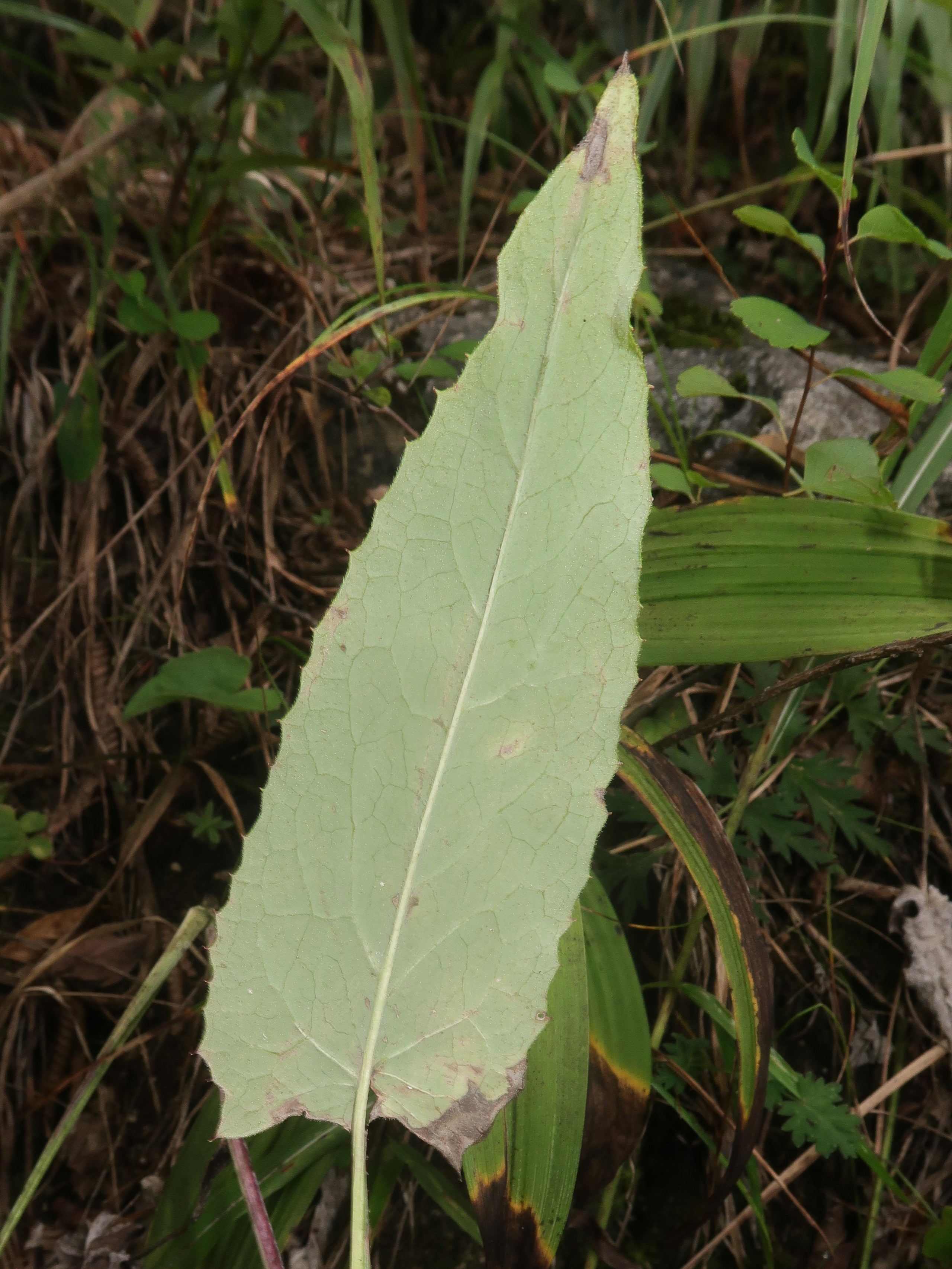
茎葉の裏面。白色の綿毛でおおわれ、青白色になる。
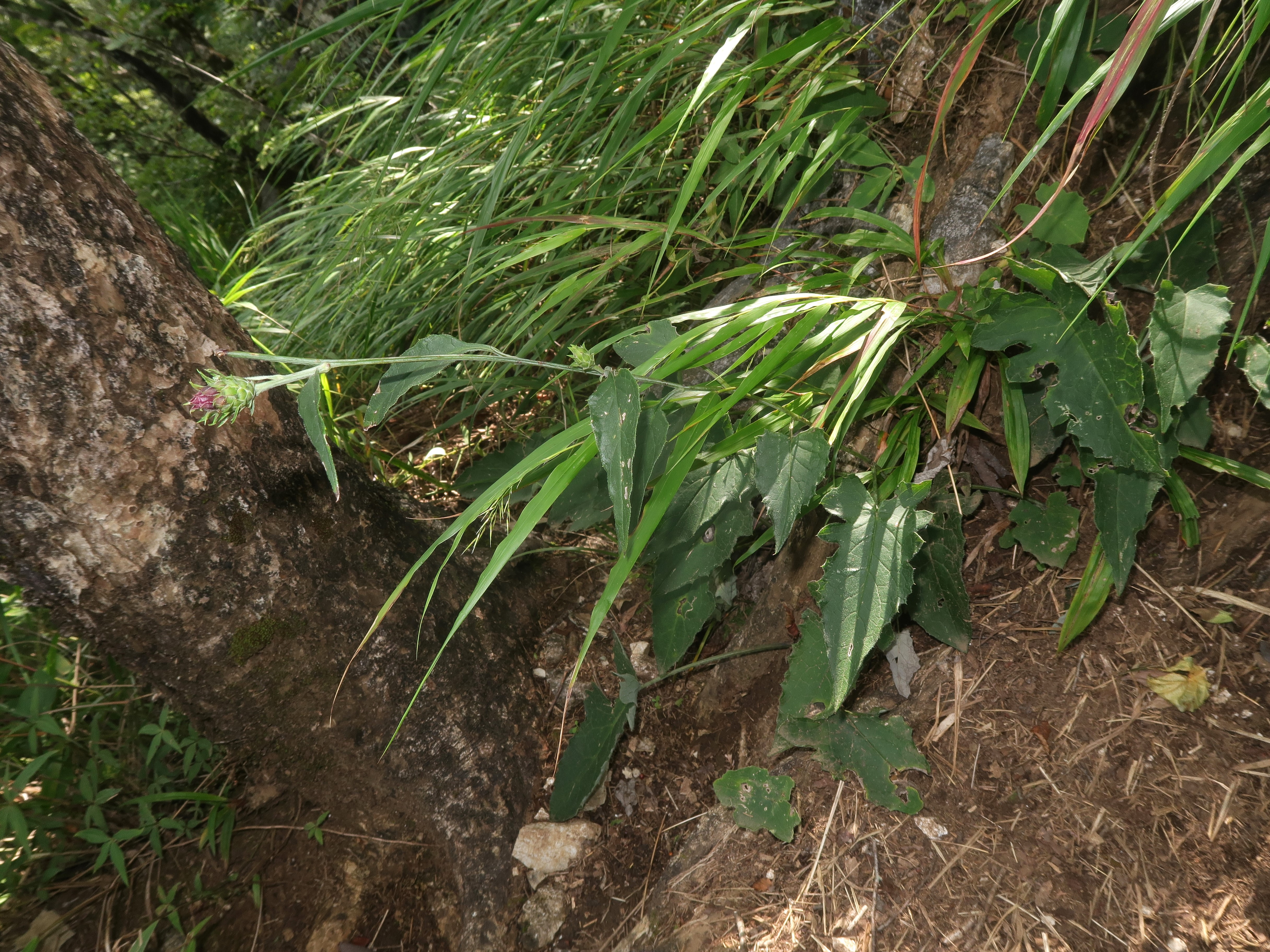
まだ蕾状態のコウシュウヒゴタイ。8月下旬。
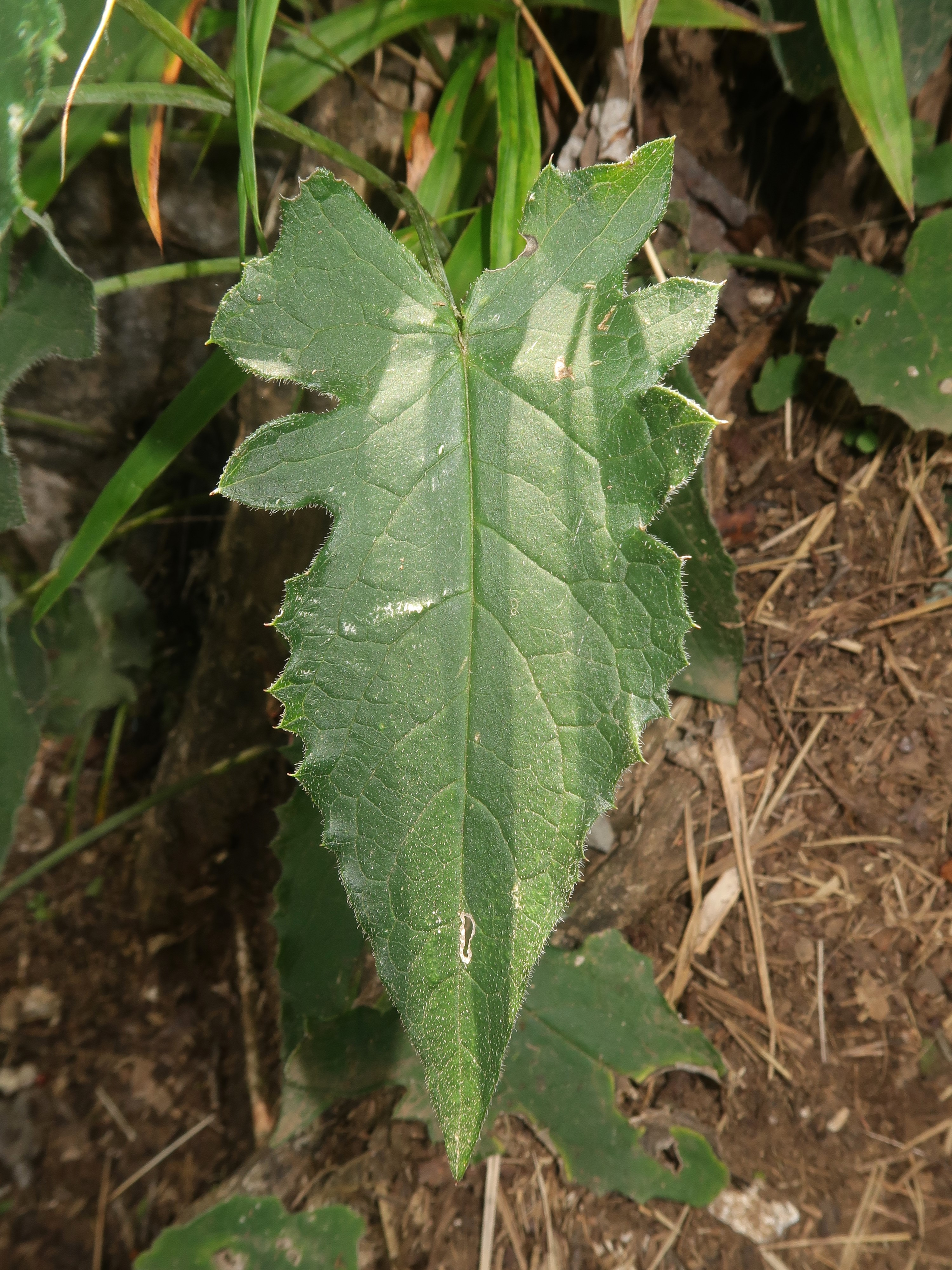
左の個体の根出葉。葉の縁が羽状に浅裂する「キレバコウシュウヒゴタイ f. pinnatiloba」型。

## 石灰岩地を好むトウヒレン属
日本に分布する石灰岩地を好むトウヒレン属の植物には、コウシュウヒゴタイのほか、2023年に新種記載されたトヨグチトウヒレン Saussurea toyoguchiensis があり、中部地方の長野県下伊那郡大鹿村産で、亜高山帯の石灰岩の露頭周辺に生育する。このほか、オオトウヒレン S. sikokianaは、四国の剣山、石鎚山に分布し、山地の岩壁や岩混じりの草地に生育する。タイシャクトウヒレン S. kubotaeは、広島県庄原市の帝釈台の特産で、林間の草地に生育する。ツクシトウヒレン S. higomontanaは、九州の九州山地に分布し、山地の夏緑林の林縁、石灰岩壁、岩混じりの草地に生育する。ミヤマトウヒレン S. pennataは、近畿地方の奈良県および四国の愛媛県、高知県に分布し、山地の石灰岩壁に生育する。